# Bystrowka (obwód smoleński)
Bystrowka (ros. Быстровка) – wieś (ros. деревня, trb. dieriewnia) w zachodniej Rosji, w osiedlu wiejskim Lubawiczskoje rejonu rudniańskiego w obwodzie smoleńskim.

## Geografia
Miejscowość położona jest w dorzeczach rzek Siertieja i Małaja Bieriezina, 13,5 km od granicy z Białorusią, 18,5 km od drogi magistralnej M1 «Białoruś», 8 km od najbliższego przystanku kolejowego (450 km), przy drodze regionalnej 66N-1621 (Szubki / 66N-1608 – Bystrowka – 66N-1614), 9,5 km od drogi federalnej R120 (Orzeł – Briańsk – Smoleńsk – granica z Białorusią), 7,5 km od centrum administracyjnego osiedla wiejskiego (Lubawiczi), 10 km od centrum administracyjnego rejonu (Rudnia), 63,5 km od Smoleńska.
W granicach miejscowości znajdują się ulice: Ługowaja, Polewaja, Sadowaja, Wostocznaja.

## Demografia
W 2010 r. miejscowość zamieszkiwało 17 osób.

## Historia
W czasie II wojny światowej od lipca 1941 roku wieś była okupowana przez hitlerowców. Wyzwolenie nastąpiło w październiku 1943 roku.
Współczesna nazwa miejscowości istnieje od 1963 roku, kiedy to na mocy uchwały dieriewnia Duryszki zmieniła nazwę na Bystrowka.
Uchwałą z dnia 20 grudnia 2018 roku w skład jednostki administracyjnej Lubawiczskoje weszły wszystkie miejscowości (w tym Bystrowka) zlikwidowanego osiedla wiejskiego Kazimirowskoje.